# Bifora radians
Bifora radians es una especie de planta herbácea perteneciente a la familia de las apiáceas. De origen incierto, aunque posiblemente se trata de una especie naturalizada en relación con la agricultura. Su área actual abarca la región mediterránea, el Cáucaso y, con dudas, América boreal.[cita requerida]

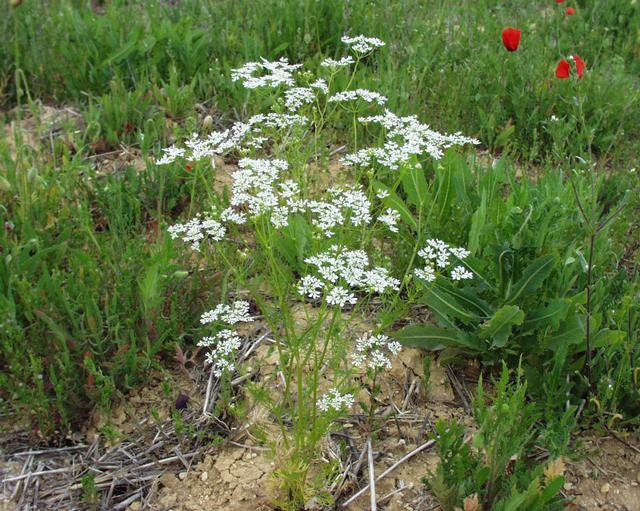
Inflorescencias

## Descripción
B. radians es una hierba anual, con raíz axonomorfa y tallos erectos de 20-50 cm de altura, glabros, ramificado desde la base, surcados; las hojas con pecíolo alado, sin vaina, las basales 1-2 pinnatisectas, con segmentos foliares de 0,5-1 mm de anchura; las caulinares bipinnatisectas, con segmentos de 8-15 x 0,2-0,5 mm, filiformes; las inflorescencias en forma de umbelas compuestas, con 4-8 radios de 1,5-3 cm. Las umbélulas con 4-8(10) radios; brácteas nulas o reducidas a 1, linear. Bractéolas nulas o reducidas a 1-2(3), lineares y caducas; las flores son hermafroditas o masculinas, las centrales estériles, con dientes del cáliz minúsculos o nulos y los pétalos de las flores externas muy desiguales (radiados), de 2-3 mm, mayores que los de las flores internas (1-1,5 mm). Estilos muy divergentes y recurvados, de 1,2-1,5(2) mm, tres o cuatro veces más largos que el estilopodio; frutos dídimos, más anchos que largos, glabros, duros, de base cordada, de 2-3,3 x 4-7 mm, poco rugosos; mericarpos subglobosos, de color marrón pálido o verdusco, con orificios de 1-1,5 mm en la cara comisural y separados en la madurez.
Todavía más rara que B. testiculata de la que se distingue, entre otros caracteres, por presentar 4-8 radios en la umbela (en vez de 1-3) y segmentos foliares de las hojas caulinares filiformes (no lineares). 

## Distribución
Se distribuye por el Norte de África, sudoeste de Asia y sur de Europa; distribuida muy laxamente por algunas provincias en la península ibérica.

## Hábitat
Se encuentra entre cultivos de cereal, eriales y barbechos. Prefiere suelos algo menos secos que su congénere Bifora testiculata, aparece en alturas de 200- 1100 ( 1350 ) metros.

## Sinonimia
- Selinum radians (M.Bieb.) E.H.L.Krause in Sturm [1904]
- Bifora dicocca subsp. radians (M.Bieb.) Bonnier & Layens [1894, Fl. Fr. : 125]
- Anidrum radians (M.Bieb.) Kuntze[1]

## Nombre común
- Castellano: cilantro menor.[2]